# فنوفیبرات
فنوفیبرات (انگلیسی: Fenofibrate) با نام تجاری تریکور یک داروی شیمیایی از دستهٔ فیبرات‌هاست که بیشتر برای کاهش سطح کلسترول در مبتلایان به بیماری‌های قلبی-عروقی استفاده می‌شود. همچون سایر فیبرات‌ها، فنوفیبرات، چربی LDL، VLDL و تری‌گلیسرید را کاهش و HDL را افزایش می‌دهد. این دارو به‌تنهایی یا همراه با داروهای استاتین برای درمان هیپرکلسترولمی و هیپرتری‌گلیسریدمی تجویز می‌شود.
فنوفیبرات از سال ۱۹۷۵ میلادی تا کنون تجویز و مصرف شده‌است و یکی از پراستفاده‌ترین فیبرات‌ها قلمداد می‌گردد.
از آنجایی که نتایج چند کارآزمایی بالینی بزرگ نشان داد که مصرف همزمان این دارو با استاتین‌ها، نه تنها سودمندی خاصی برای دستگاه قلب و عروق ندارد، بلکه احتمال عوارضی نظیر آسیب عضلانی را نیز بیشتر می‌کند، سازمان غذا و داروی آمریکا تائیدیه و موافقت رسمی خود را دربارهٔ مصرف همزمان فنوفیبرات و داروهای خانوادهٔ استاتین، پس گرفت.
در مطالعه محدود روی ۱۵ نفر از مبتلایان  به کوید شدید توانست نیاز به اکسیژن را در ۱۴ نفر کاهش دهد.و طول بستری را به کمتر از یک هفته کاهش داده است.
این دارو فاکتور های التهابی ناشی از ابتلا به کوید را در عرض ۴۸ ساعت به مقدار قابل توجهی در این مطالعه کاهش داده،چون داروی کم خطری هست  استفاده از آن در فاز سوم کارآزمایی در کشورهای آمریکا جنوبی و خود آمریکا قرار دارد .

## مکانیسم اثر
فنوفیبرات سنتز تری گلیسیرید ها را کاهش میدهد و همچنین از طریق کاهش سنتز پروتئین VLDL میتواند تا حدودی در کاهش کلسترول خون نیز اثر داشته باشد. دفع این دارو عمدتا از راه ادرار است( 60%) اما 25 درصد آن نیز از طریق مدفوع دفع میشود لذا مصرف فنوفیبرات در اختلالات کبدی و هم در اختلالات کلیوی باید با احتیاط مصرف شود.

## موارد منع مصرف
- نارسایی شدید کلیه
- هرگونه بیماری فعال کبدی
- مبتلایان به بیماری‌های کیسه صفرا
- مادران شیرده
- سابقهٔ حساسیت به فنوفیبرات یا اسید فنوفیبریک

## عوارض جانبی
برخی از عوارض جانبی نسبتاً شایع فنوفیبرات (به‌ویژه در صورت مصرف همزمان با داروهای خانوادهٔ استاتین) عبارتند از:
- سردرد
- درد پشت
- التهاب بینی و گلو (شبه سرماخوردگی)
- تهوع
- درد ماهیچه
- آرترالژی
- اسهال
- عفونت مجاری تنفسی فوقانی